# Sail Tower
Sail Tower
Sail Tower (em hebraico:  בית המפרש, Beit HaMifras), oficialmente Sede do Governo do Distrito de Haifa - Edifício B (em hebraico:  קרית הממשלה המחוזית חיפה - בניין ב) é um arranha-céu do governo da cidade de Haifa, Israel.
Sua construção começou em 1999 e a obra foi concluída em 28 de fevereiro de 2002. O edifício tem 29 andares e 137 metros de altura. Como tal, foi o arranha-céu mais alto em Haifa até 2003, quando foi superado pela IEC Tower. Contando as antenas, a Sail Tower ainda é o edifício mais alto de Haifa. Sem as antenas, a torre chega a 113 metros e seu telhado principal a 95 metros.
O Centro de Governo do Distrito de Haifa foi planejado para combinar elementos novos e antigos. Em contraste com a moderna Sail Tower, a avenida que leva até ela foi projetada em um estilo do Oriente Médio mais antigo, com mosaicos no chão que descrevem a história de Haifa. Um dos mapas representados remonta a 1773.